# Claude Carloman de Rulhière
Claude Carloman de Rulhière, probablement né le 8 juin 1735,, à Bondy et mort le 30 janvier 1791 à Paris, est un poète et historien français.

## Carrière
En accompagnant le baron de Breteuil à Saint-Pétersbourg, comme secrétaire d’ambassade, en 1760, il observa, pour la retracer plus tard dans tous ses détails la révolution de 1762, la façon par laquelle Catherine II de Russie arriva au trône en passant sur le cadavre de son époux. À son retour, ses amis le pressèrent d’écrire ses récits, et c’est plus particulièrement, aux instances de la comtesse d’Egmont qu’il céda. Toutefois, la cour de Russie craignant des révélations compromettantes, lui fit demander d’adoucir certains faits. Il refusa, mais promit que l’ouvrage ne paraîtrait qu’après la mort de Catherine II. C’est grâce à la lecture de fragments de cet ouvrage, que Rulhière, historiographe aux Affaires étrangères et secrétaire des commandements de Monsieur, comte de Provence, entra à l’Académie française en 1787.
Ses curieuses ressources provenaient du gouvernement de la fontaine de la Samaritaine à Paris. Le rapport en était assez élevé, ce qui contribue à expliquer son attitude malveillante envers la Révolution qui lui supprima ses rentes. Il mourut dans la gêne en 1791.

## Choix de publications
- Le Petit tableau de Paris, 1783.
- Éclaircissements historiques sur les causes de la révocation de l’édit de Nantes et sur l’état des protestants en France, depuis le commencement du règne de Louis XIV jusqu’à nos jours : tirés des différentes archives du gouvernement, Genève, F. Dufart, 1788, 384 p., 2 parties en 1 vol. ; in-12 (lire en ligne).
- Le Comte de Vergenne, première cause des États-généraux, Paris, 1789, 86 p. (lire en ligne).
- Œuvres posthumes, 1792.Tableau esquissé de la fermentation qui agite actuellement l'Empire ottoman, la Russie et la Pologne. Commerce de Russie. Marée de la mer Germanique. Moscou. Palais impérial de Moscou. La cour de Russie. Lettre I. [-II. Pétersbourg, novembre 1776.] Examen d'un problème arrivé de la Haye, le 5 septembre 1735. Anecdotes sur M. de Richelieu.
- Histoire, ou Anecdotes sur la révolution de Russie en 1762, 1797.
- Histoire de l'anarchie de Pologne et du démembrement de cette République, suivie des Anecdotes sur la révolution de Russie en 1762, 4 vol., 1807.
- Les Jeux de mains, poème inédit en trois chants, par C.-C. de Rulhière, suivi de son Discours sur les disputes et de plusieurs pièces du même auteur, également inédites, 1808.
- Voyage du duc de Richelieu de Bordeaux à Bayonne 1759, Bordeaux, G. Gounouilhou, 1882, 186 p. (lire en ligne)
- Œuvres, 2 vol., 1819.Éclaircissements sur les causes de la révocation de l'édit de Nantes. Discours à l'Académie française. Anecdotes sur M. de Richelieu. Le Comte de Vergennes. De l'action de l'opinion sur les gouvernements. Lettre au rédacteur du Mercure sur le supplément à la manière d'écrire l'histoire, par Gudin La Brenellerie. Poème et discours en vers. Publié par P.-R. Auguis.
- Œuvres posthumes, 4 vol., 1819.Histoire de l'anarchie de Pologne, Anecdotes sur la révolution de Russie en l'année 1762, précédées d'une Notice historique sur la vie et les écrits de Rulhière, par l'éditeur P.-R. Auguis, et d'un Extrait de la discussion qui s'éleva dans le sein de l'Institut de France, au sujet de l'Histoire de l'anarchie de Pologne.

## Sources
- Jean Tulard, Jean-François Fayard et Alfred Fierro, Histoire et dictionnaire de la Révolution française. 1789–1799, Paris, éd. Robert Laffont, coll. « Bouquins », 1987, 1998 [détail des éditions] (ISBN 978-2-221-08850-0)